# Garrodia nereis
L'uccello delle tempeste dorsogrigio (Garrodia nereis (Gould, 1841)) è un uccello della famiglia Oceanitidae. È l'unica specie nota del genere Garrodia.